# USS Boise (CL-47)
USS Boise (CL-47) là một tàu tuần dương hạng nhẹ thuộc lớp Brooklyn của Hải quân Hoa Kỳ. Nó là chiếc tàu chiến đầu tiên của Hải quân Mỹ mang cái tên này, được đặt theo tên thành phố Boise, thủ phủ tiểu bang Idaho. Con tàu từng hoạt động trong Chiến tranh Thế giới thứ hai và tham gia nhiều chiến dịch tại Mặt trận Thái Bình Dương cũng như tại Địa Trung Hải. Sau chiến tranh, nó được cho xuất biên chế vào năm 1946, rồi được bán cho Argentina vào năm 1951, và được đổi tên thành Nueve de Julio. Nó tiếp tục phục vụ trong Hải quân Argentine cho đến năm 1978, khi nó được cho ngừng hoạt động và kéo đến Nhật Bản để tháo dỡ. Boise được tặng thưởng mười một Ngôi sao Chiến trận do thành tích phục vụ trong Thế Chiến II.

## Thiết kế và chế tạo
Boise được đặt lườn tại hãng Newport News Shipbuilding and Dry Dock Company ở Newport News, Virginia vào ngày 1 tháng 4 năm 1935. Con tàu được hạ thủy vào ngày 3 tháng 12 năm 1936; được đỡ đầu bởi cô Salome Clark, con gái ngài Barzilla W. Clark, Thống đốc tiểu bang Idaho; và được cho nhập biên chế vào ngày 12 tháng 8 năm 1938 dưới quyền chỉ huy của hạm trưởng, Đại tá Hải quân Benjamin Vaughan McCandlish.

## Lịch sử hoạt động

### Những năm giữa hai cuộc thế chiến
Vào tháng 2 năm 1939, sau chuyến đi chạy thử máy đến Monrovia, Liberia và Cape Town, Nam Phi, Boise gia nhập Hải đội Tuần dương 9 thuộc Lực lượng Chiến trận tại San Pedro, California. Cho đến tháng 11 năm 1941, nó luân phiên hoạt động ngoài khơi bờ Tây Hoa Kỳ và tại vùng biển Hawaii. Sau đó nó hộ tống một đoàn tàu vận tải đi Manila thuộc quần đảo Philippine, đến nơi vào ngày 4 tháng 12.

### Chiến tranh Thế giới thứ hai
Khi chiến tranh nổ ra tại Philippines vào ngày 8 tháng 12 năm 1941, Boise đang ở ngoài khơi đảo Cebu. Nó gia nhập Lực lượng Đặc nhiệm 5 tại Đông Ấn thuộc Hà Lan, nhưng vào ngày 21 tháng 1 năm 1942, nó va phải một dãi đá ngầm không có trong hải đồ tại eo biển Sape, và bị buộc phải rút lui về Colombo, Ceylon; rồi đến Bombay, Ấn Độ; và cuối cùng là về Xưởng hải quân Mare Island để sửa chữa.
Sau khi việc sửa chữa hoàn tất, Boise lên đường vào ngày 22 tháng 6 năm 1942 để hộ tống một đoàn tàu vận tải đi đến Auckland, New Zealand. Sau đó nó quay trở về Trân Châu Cảng, và từ ngày 31 tháng 7 đến ngày 10 tháng 8 đã thực hiện một chuyến đi đánh phá tại vùng biển Nhật Bản như một đòn nghi binh thu hút sự chú ý của đối phương khỏi hoạt động chủ yếu tại Guadalcanal. Trong tháng 8, nó hộ tống một đoàn tàu vận tải đi đến Fiji và New Hebrides.
Từ ngày 14 đến ngày 18 tháng 9, nó hỗ trợ cho việc đổ bộ tăng cường lực lượng Thủy quân Lục chiến lên Guadalcanal. Trong trận chiến mũi Esperance, nó bị hỏa lực pháo của một tàu tuần dương Nhật Bản bắn trúng hầm đạn, làm thiệt mạng tất cả mọi người gần các tháp pháo số 1, 2 và 3 với tổng cộng 107 người tử trận. Dưới sự chỉ huy của Thuyền trưởng, Đại tá "Mike" Moran, người sau đó được tặng thưởng Huân chương Chữ thập Hải quân do sự chỉ huy trong trận này, Boise quay trở về Xưởng hải quân Philadelphia, nơi nó được sửa chữa từ ngày 19 tháng 11 năm 1942 đến ngày 20 tháng 3 năm 1943.
Boise khởi hành vào ngày 8 tháng 6 năm 1943 hướng sang Địa Trung Hải, đi đến ngoài khơi Algiers, Algeria vào ngày 21 tháng 6. Từ ngày 10 tháng 7 đến ngày 18 tháng 8, nó hoạt động trong vai trò hộ tống và bắn pháo hỗ trợ cho cuộc đổ bộ lên Sicilia. Đến tháng 9, nó tham gia các cuộc đổ bộ lên chính bán đảo Ý ở Taranto vào ngày 9–10 tháng 9 và Salerno vào ngày 12–19 tháng 9. Chiếc tàu tuần dương quay trở về thành phố New York vào ngày 15 tháng 11, rồi một lần nữa hướng sang khu vực Nam Thái Bình Dương, đi đến vịnh Milne, New Guinea vào ngày 31 tháng 12.

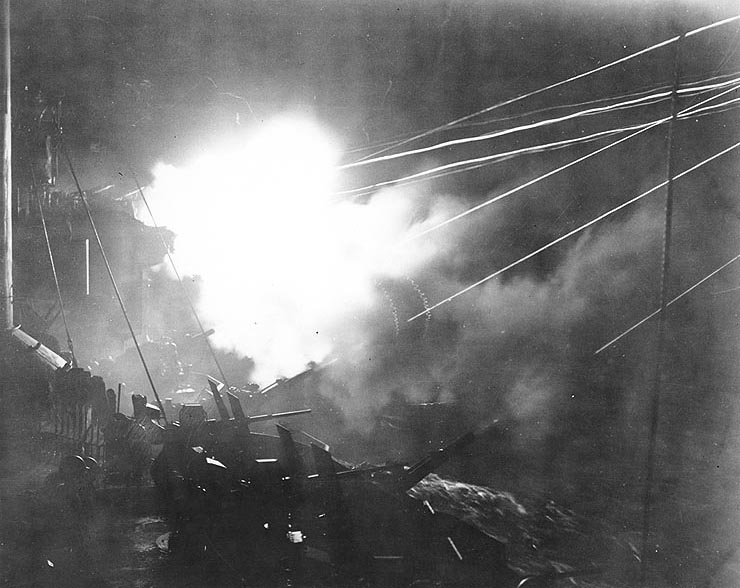
Boise đang nả pháo xuống các vị trí tại New Guinea

Từ tháng 1 đến tháng 9 năm 1944, Boise tham gia các hoạt động bắn phá và yểm trợ đổ bộ dọc theo bờ biển phía Bắc New Guinea. Sau đó, chiếc tàu tuần dương di chuyển lên phía Bắc khi mặt trận chuyển đến quần đảo Philippine, và nó đã tham gia các hoạt động tại khu vực này cho đến tháng 5 năm 1945, kể cả trận Leyte ngày 20–24 tháng 10 và trận chiến eo biển Surigao trong khuôn khổ cuộc Hải chiến vịnh Leyte vào ngày 25 tháng 10 năm 1944.
Từ ngày 3 đến ngày 16 tháng 6 năm 1945, nó đưa Đại tướng Douglas MacArthur thực hiện một hành trình kéo dài 3.500 nmi (6.500 km) suốt khu vực Trung và Nam Philippine cho đến vịnh Brunei, Borneo, rồi lên đường quay về San Pedro, California, đến nơi vào ngày 7 tháng 7. Sau khi trải qua một đợt đại tu rồi huấn luyện cho đến tháng 10, Boise lên đường đi sang vùng bờ Đông vào ngày 3 tháng 10, đến New York vào ngày 20 tháng 10. Chiếc tàu tuần dương tiếp tục ở lại đây cho đến khi được cho xuất biên chế vào ngày 1 tháng 7 năm 1946.

### Phục vụ cùng Hải quân Argentine
Ngày 11 tháng 1 năm 1951, Boise, cùng với con tàu chị em Phoenix, được bán cho Argentina, nơi chúng được cho nhập biên chế với tên gọi tương ứng là Nueve de Julio (Ngày 9 tháng 7, ngày Độc lập của Argentina) và Diecisiete de Octubre (sau được đổi tên thành General Belgrano).
Trong những năm phục vụ như một tàu chiến Argentine, nó từng tham gia vào cái gọi là cuộc Cách mạng Tự do (Revolución Libertadora), bắn phá các kho chứa dầu và căn cứ quân sự chung quanh thành phố dọc theo bờ biển Mar del Plata vào ngày 19 tháng 9 năm 1955. Nó vô tình bị chiếc tàu chị em ARA General Belgrano húc phải đang khi tập trận vào năm 1956, đưa đến việc hư hại cho cả hai chiếc tàu tuần dương.
Nueve de Julio tiếp tục phục vụ cùng Hải quân Argentine cho đến năm 1978, khi nó được cho ngừng hoạt động và kéo đến Nhật Bản để tháo dỡ.

## Phần thưởng
Boise được tặng thưởng 11 Ngôi sao chiến trận do thành tích phục vụ trong Chiến tranh Thế giới thứ hai.
|                                                                     | Bronze star               |  |
| Silver star · Bronze star · Bronze star · Bronze star · Bronze star | Bronze star · Bronze star |  |
|                                                                     |                           |  |

| Dãi băng Hoạt động Tác chiến                                            | Huân chương Phục vụ Phòng vệ Hoa Kỳ với 1 Ngôi sao Chiến trận                | Huân chương Chiến dịch Hoa Kỳ                  |
| Huân chương Chiến dịch Châu Á-Thái Bình Dương với 9 Ngôi sao Chiến trận | Huân chương Chiến dịch Châu Âu-Châu Phi-Trung Đông với 2 Ngôi sao Chiến trận | Huân chương Chiến thắng Thế Chiến II           |
| Đơn vị Tuyên dương Tổng thống Philippine                                | Huân chương Phòng thủ Philippine (Philippine)                                | Huân chương Giải phóng Philippine (Philippine) |